# ЕТ2
Електропоїзд ЕТ2 (Електропоїзд Торжокський тип другий) — серія російських електропоїздів постійного струму, серійно випускалися з 1993 по 2010рр. на Торжокському вагонобудівному заводі.  Заводське позначення 62-4160.

## Модифікації

### Коротко про модифікації
Для зручності розуміння нижче перераховані розшифровки деяких літер в модифікаціях:
- М - модернізований
- Л - люкс (підвищена комфортність)
- Е - енергоощадний

### ЕТ2
Приміський електропоїзд, з 1993 до 1999 року, побудували 26 складів.

### ЕТ2Л
Комфортабельний приміський електропоїзд. Побудований у єдиному екземплярі 1999 року, складається з 6 вагонів (ЕТ2Л-027). Має назву «Гудок» (в 2011 перефарбований в корпоративні кольори РЖД). Експлуатувався на Жовтневій залізниці на маршруті Санкт-Петербург — Великий Новгород. 

### ЕТ2М
Модернізований приміський електропоїзд. Випускався з 1999 до 2010 рр.

### ЭТ2МЛ

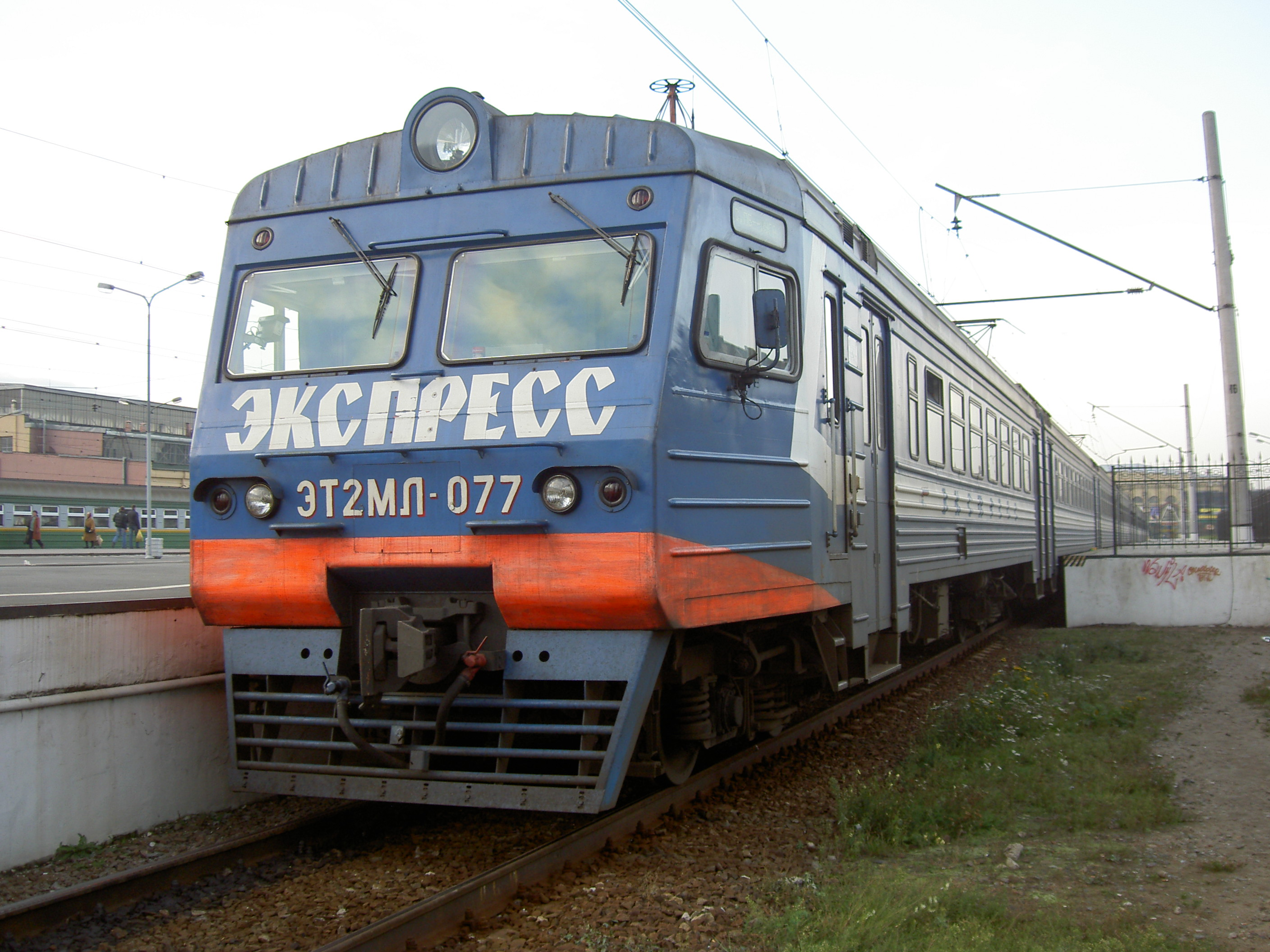
ЕТ2МЛ-077 в Санкт-Петербургзі

Модернізований комфортабельний приміський електропоїзд. Випускався в  2004 - 2005 рр.

### ЕТ2МРЛ
Модернізований приміський електропоїзд, випущений в єдиному екземплярі в 2003 році (ЕТ2МРЛ-062), складається з 8 вагонів. Експлуатується на Південно-Уральській залізниці.

### ЕТ2ЕМ
Модернізований енергоощадний приміський електропоїзд, з 2005 до 2006 року, побудували 3 склади по 10 вагонів. Серія має власну нумерацію. Експлуатуються електропоїзди на Жовтневій залізниці.

### ЕТ2А
Дослідний електропоїзд. В даний час використовується як вагон-лабораторія для випробувань устаткування спільно з дослідним електропоїздом ЕТ4Е (головний і моторний вагон).